# Kuala Lumpur Golf & Country Club
De Kuala Lumpur Golf & Country Club is een golfclub in Damansara, een mooie woonwijk bij Kuala Lumpur, gelegen in de Klang Vallei.
De club werd in 1991 geopend.
Maleisië heeft anno 2010 168 golfclubs, acht daarvan zijn in Kuala Lumpur. Deze club en The Royal Selangor Golf Club, die ook 36 holes heeft, zijn de bekendste.

## De baan
De Kuala Lumpur G&CC heeft twee golfbanen, de Westbaan, gastheer van grote toernooien als het Maleisisch Open (2006 en 2010) van de Europese Tour, en de Oostbaan, waar meestal de clubleden en gasten spelen. Ze zijn ontworpen door Nelson Howarth. De Westbaan heeft een par van 72 (6164 meter). Het baanrecord van 62 staat op naam van Raphaël Jacquelin (2006), Nick Dougherty (2008) en Seung-yul Noh (2009). De Oostbaan heeft een par van 71 (5826 meter). De golfbaan heeft in 2009 een aantal wijzigingen ondergaan.
- 2006:  Charlie Wi
- 2010: 4 - 7 maart

## Het clubhuis
In 2009 werd de westelijke vleugel van het clubhuis verbouwd. Er werd een extra groot terras aangelegd waar 350 personen kunnen zitten. Er waren al een restaurant, een kinderopvang, een sportschool, een zwembad, een schoonheidssalon en enkele squash- en tennisbanen, nu heeft de fitnessruimte eigen kleedkamers gekregen en zijn er ook tien bowlingbanen met een eigen bar gekomen.